# Makimono

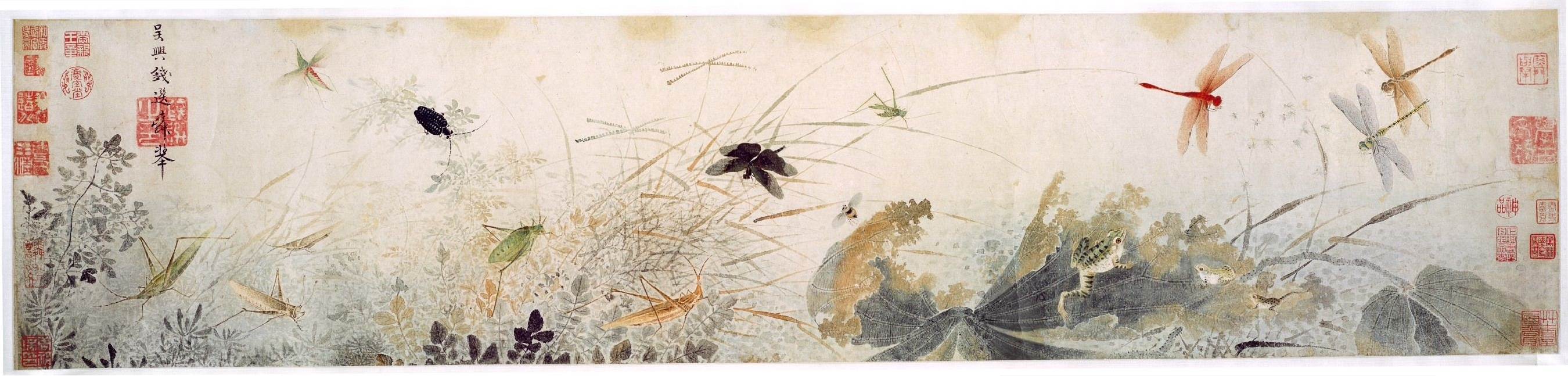
Sektion av bildrulle, Tidig höst av Qian Xuan, från Songdynastin.

Makimono (av japanska: 絵巻物, emakimono, ”tavelrulle, rullmålning”) är en östasiatisk konstform där målning utförs på siden eller papper och förvaras hoprullad på en rundstav. Den skildrar fortlöpande scener och har i motsats till kakemonon breddformat. Målningen är vanligtvis 25-40 cm hög och kan vara upp till ett par meter lång.
Denna typ av verk är avsedd att betraktas platt utlagt på ett bord och beskådas avsnitt för avsnitt under upprullning som en resa genom ett landskap. På detta sätt ger formatet för avbildning möjlighet till en kontinuerlig berättelse eller resa.

## Historik
Makimonon härstammar från gamla kinesiska textdokument. Från vår- och höstperioden (770-481 f.Kr.) till Handynastin (206 f.Kr. - 220), användes bambu- eller träfaner att skriva texter på. Under östra Han perioden (25-220), blev användning av papper och siden som bildrullar vanligare. Rullarna var ett av de viktigaste formaten för texter fram till Tangdynastin (618-907). Efter De tre kungadömena (220-280), blev makimono ett standardformulär för montering konstverk. Nya stilar utvecklades över tiden.

## Utformning
En rulle har ett underlag av skyddande och dekorativt siden med en liten titeletikett. Framsidan av en rulle består vanligen av en frontespis (titeldel) på höger sida, själva konstverket i mitten, och en sammanfattning på vänster sida med olika inskriptioner.
Vertikala remsor används för att separera de olika sektionerna. De flesta rullarna visar bara en målning, även om flera korta målningar kan monteras samman till bläddring. På den högra änden av en bokrulle finns en trästav, som fungerar som ett stöd vid visning. En annan trästav är fäst på den vänstra änden och bildar en axel för att kunna rulla upp bildrullen.

## Panoramaexempel
Makinonoverk är ofta mycket långa, avsevärt längre än vad kan visas traditionellt på Wikipedia. Nedan verk är upplagt med en panoramamall som tillåter tittaren att se hela verkat i detalj genom en skrollist nedanför.

### Fotnoter
1. ↑   i Svensk uppslagsbok